# Olha Zacharowa
Olha Wałentyniwna Zacharowa (ukr. Ольга Валентинівна Захарова, ur. 3 maja 1973 w Kramatorsku) – ukraińska wspinaczka sportowa, specjalizowała się we wspinaczce na szybkość. Mistrzyni świata we wspinaczce sportowej, w konkurencji na szybkość z 1999.

## Kariera sportowa
W 1999 w angielskim Birmingham wywalczyła tytuł mistrzyni świata we wspinaczce sportowej, w konkurencji na szybkość, w finale pokonała swoją rodaczkę Ołenę Riepko.
Wielokrotna uczestniczka mistrzostw Europy, gdzie w Chamonix w 2002 zdobyła srebrny medal, w finale tym razem przegrała z Ołeną Riepko.

## Osiągnięcia

### Mistrzostwa świata
| Konkurencje      | 1999 | 2001 | 2003 | 2005 |
| Wsp. na szybkość | 1    | 5    | 4    | 9    |

### Mistrzostwa Europy
| Konkurencje      | 1998 | 2000 | 2002 | 2004 |
| Wsp. na szybkość | 10   | 10   | 2    | 7    |

## Życie prywatne
Była żoną Wołodymyra (1972-2008), który uprawiał również wspinaczkę sportową, specjalizował się w konkurencji na szybkość (również w 1999 został mistrzem świata). Ich córka Marharyta, uprawia wspinaczkę, specjalizuje się w boulderingu.